# Cyberabwehr
Cyberabwehr oder Cyberverteidigung sind defensive Maßnahmen zum Schutz vor Cyberattacken und Erhöhung der Informationssicherheit. Der Begriff Proaktive Cyberabwehr betont dabei das aktive Durchführen schützender Maßnahmen, die in Antizipation von Cyberattacken getroffen werden.

## Maßnahmen
Die Widerstandsfähigkeit von IT-Systemen und Infrastrukturen kann erhöht werden, etwa durch Dezentralität, um Cyberangriffe abzumildern oder zu erschweren. Der Einsatz starker Verschlüsselung kann Datenlecks verhindern. Das Aufspüren und Beheben von Sicherheitslücken kann IT-Systeme sicherer machen. Gesetze können elementare Sicherheitsmaßnahmen wie etwa dem verschlüsselten, geschütztem Speichern von Passwörtern durch Anbieter, dem Unterlassen von unsicheren Standardpasswörtern in Geräten, dem Melden von Datenpannen oder der Internetisolierung von medizinischen Geräten vorschreiben. Bürger können durch Prämien und Wettkämpfe (Bug-Bounty-Programme, Pwn2Own) in die Abwehr involviert werden. Zudem können Gegenangriffe, Deception Technology, Honeypots, Angriffserkennungssoftware und Enttarnung Angriffe verhindern, beenden oder abmildern. Weiterhin können Einrichtungen und Prozesse zur Meldung, Analyse und aktiver Forschung von Vorfällen sowie zur Entwicklung von Sicherheitssoftware gebildet oder gefördert werden. Außerdem können Bildungs- und Informationskampagnen zu erhöhter Computersicherheitsliteralität und Adaption sicherer Praktiken führen.
Fehlende IT-Fachkräfte können durch Änderungen des Bildungssystems, etwa durch das Einführen von Computergrundkursen in Grundschulen, das Erstellen von eigenen Webseiten in Mittelschulen, oder Schulkurse zur Cybersicherheit und Internetnutzung herangebildet werden.
Laut einem Bericht des Bundesministeriums des Innern, für Bau und Heimat ist es wichtig, Internet Service Provider und nationale IT-Sicherheitsdienstleister für die Erkennung und Abwehr von Cyberangriffen miteinzubeziehen.

## Global
Da Software und die meisten Internetdienste über Ländergrenzen hinweg nutzbar sind, bedeutet die Entwicklung von Cybersicherheitssoftware oder relevante Verbesserungen von weltweit genutzten Netzen, Diensten und Software eine globale Verbesserung der Cybersicherheit.
Project Zero ist ein Team von Sicherheitsexperten von Google, das damit beauftragt ist, Zero-Days aufzuspüren. Das Projekt wurde am 15. Juli 2014 bekanntgegeben, nachdem im April u. a. ein Sicherheitsexperte von Google den Heartbleed-Bug ausfindig gemacht hatte.
Im August 2020 warnten verschiedene Sicherheitsbehörden davor, dass deutsche Unternehmen mit Sitz in China möglicherweise mit der sog. „Goldenspy“-Schadsoftware ausgespäht werden. Ziel der behördenübergreifenden Warnmeldung war es, möglichst viele Unternehmen für die bestehenden Gefahren zu sensibilisieren und gezielt technische Hilfestellungen zur Detektion der Schadsoftware bereitzustellen.

## Supernational
Die NATO sieht die Cyberabwehr als eine Hauptaufgabe ihrer kollektiven Abwehr. Im Februar 2016 unterzeichneten die NATO und die EU ein „Technical Arrangement“ für die Kooperation zur Cyberabwehr. Im Juli 2016 sagten die Mitgliedsstaaten der NATO mit den Cyber Defence Pledge zu, ihre jeweilige Cyberabwehr zu verstärken.

## National

### Deutschland
Laut einem Bericht vom November 2015 des Bundesrechnungshofs muss für eine wirksame Abwehr in diesem Bereich die Organisation und Aufgabenwahrnehmung in zentralen Organisationseinheiten für die Cybersicherheit noch deutlich verbessert werden.
Am 5. April 2017 wurde das Kommando Cyber- und Informationsraum der Bundeswehr durch Verteidigungsministerin Ursula von der Leyen in Dienst gestellt. Am 1. Juli 2017 waren der Einheit etwa 13.000 Mitglieder unterstellt, wobei etwa 260 dem Kommando angehören.
- Nationales Cyber-Abwehrzentrum
- Bundesamt für Sicherheit in der Informationstechnik
- Bundesnachrichtendienst

### Schweiz
Seit dem Jahr 2018 wird im Schweizer Militär die Funktion des Cybersoldaten angeboten. Dieser lernt in einem 40-wöchigen Lehrgang die Verteidigung und den Angriff mit Hilfe des Internets.
Dieser Lehrgang kann während der Wehrpflichtszeit besucht werden.

### Vereinigte Staaten von Amerika
Die USA sind anerkanntermaßen führend, was die Fähigkeit zu offensiven Cyberangriffen betrifft.
Dort arbeitete das Information Assurance Directorate (IAD) mit privaten und staatlichen Unternehmen zusammen, um Sicherheitslücken zu schließen, bevor sie in Cyberattacken ausgenutzt werden können. 2016 wurde es mit dessen offensiven Äquivalent, dem Signals Intelligence Directorate fusioniert.
2013 empfahl ein Empfehlungskomitee des Präsidenten, dass die US-Regierung um ihre Daten besser zu schützen ihre Nutzung von Verschlüsselung erhöhen sollte und Unternehmen dazu anhalte dies ebenfalls zu tun.
2016 sagten hochrangige Department of Defense (DoD) Mitarbeiter, dass das DoD starke Verschlüsselung befürworte, um Militärkapazitäten sowie die amerikanische Wirtschaftssicherheit und Wettbewerbsfähigkeit zu schützen.
Die NSA wurde häufig dafür kritisiert, Zero-Days aufzukaufen, zu horten und geheim zu halten und hauptsächlich offensive Fähigkeiten zu entwickeln, anstatt defensive Maßnahmen zu treffen und dabei zu helfen, Sicherheitslücken zu schließen.
In einer Pressemitteilung vom 9. März 2017 zu den Vault 7 Dokumenten, die WikiLeaks zwei Tage zuvor veröffentlichte, gab Julian Assange bekannt, dass große Teile der verbleibenden Dokumente unbehobene Sicherheitslücken beinhalten und dass WikiLeaks mit Unternehmen wie Microsoft und Google zusammenarbeite, um diese zu schließen. Laut Assange würden keine Informationen über Sicherheitslücken veröffentlicht werden, die noch nicht behoben wurden.

## In der Wirtschaft
2014 wurde das NATO Industry Cyber Partnership (NICP) beschlossen. Laut einem Bericht des Bundesministeriums des Inneren müssen Staat und Wirtschaft für die Cyberabwehr auf allen Ebenen eng zusammenarbeiten und einen vertrauensvollen Informationsaustausch etablieren.

## Persönlicher Schutz
Zudem können Bürger sich selbst schützen, indem sie etwa Backups auf externe Datenträger durchführen und diese sicher verwahren, spezielle sowie freie Software (wie HTTPS Everywhere, Festplattenverschlüsselungssoftware und GNU/Linux) benutzen und unsichere (wie Adobe Flash) deinstallieren, bestimmte Einstellungen vornehmen, Vorfälle melden, verschlüsselte Kommunikationskanäle (Ende-zu-Ende-Verschlüsselung) benutzen, Antivirensoftware (AVs) und Firewalls auf allen Geräten einsetzen, gute und variierende Passwörter einsetzen, Zwei-Faktor-Authentifizierung benutzen, ihre Software (inklusive AVs, Betriebssysteme und Anwendungssoftware) stetig auf neuestem Stand halten, keine unerwarteten oder verdächtigen E-Mail-Anhänge oder Links öffnen, sich im Internet allgemein vorsichtig verhalten, Notfallpläne oder -möglichkeiten entwickeln und ihre Abhängigkeit von IT-Systemen verringern.